# Georgetown (Arkansas)
Georgetown est un village situé dans l’État américain de l'Arkansas, dans le comté de White.